# 崇法寺
崇法寺（すうほうじ）は、中華人民共和国江蘇省常州市天寧区双桂坊人民公園にある仏教寺院。

## 歴史
隋代に陳杲仁が建立した後圃が起源。南唐の保大年間（943年 - 957年）、「大聖院」と改称。北宋初年、「僧伽院」に改名した。宣和7年（1125年）、徽宗により「崇法禅寺」の名を賜った。明の洪武年間（1368年 - 1398年）、「崇法教寺」と改称。咸豊年間（1851年 - 1861年）に兵火で焼失し、同治年間（1862年 - 1874年）に再建された。
1987年12月、常州市人民政府は崇法寺を常州市文物保護単位に認定した。